# Hypercoryphodon
A Hypercoryphodon az emlősök (Mammalia) osztályának fosszilis Cimolesta rendjébe, ezen belül a Coryphodontidae családjába tartozó nem.

## Tudnivalók
A Hypercoryphodon a késő eocén korszakban élt, 37-34 millió évvel ezelőtt, Mongólia és Kína területein. Az A.M. 26384 nevű maradvány, egy jó állapotban levő koponyából áll, amelynek megvannak az őrlőfogai, szemfogai és metszőfogai is.
Az orrszarvú méretű Hypercoryphodonnak agyarai voltak, amelyekkel a növények gyökereit túrta ki. A Hypercoryphodon ősének a Coryphodont tartják. Ez az állat mellett ott élt a szintén nagytestű Gobiatherium is, amely a Dinocerata rendbe tartozott.
A nem eddig egyetlen felfedezett faja, a Hypercoryphodon thomsoni Osborn & Granger, 1932.

## Fordítás
- Ez a szócikk részben vagy egészben  a   Hypercoryphodon című angol Wikipédia-szócikk ezen változatának fordításán alapul.  Az eredeti cikk szerkesztőit annak laptörténete sorolja fel. Ez a jelzés csupán a megfogalmazás eredetét és a szerzői jogokat jelzi, nem szolgál a cikkben szereplő információk forrásmegjelöléseként.